# ブリヂストン・スプリンター
ブリヂストン・スプリンター（SPRINTER）はブリヂストンサイクルから販売されていたスポーツ自転車のエントリーモデル。

## 概要
ブリヂストン・ロードマンの廉価版的位置付けのスポーツ自転車。セミドロップ車で若年層を対象としており、ロードレーサーやランドナー、スポルティーフなど、ドロップハンドルの本格的スポーツ用自転車へ目を向けさせるきっかけになった。ブリヂストンサイクルの歴史を代表する車種の一つとして知られる。なお、一方で少年向け人気自転車という分野は少年用スポーツサイクルという一種独特の車種を作ることにもなった。
しかし後の各用途に特化させたそれぞれの車種に道を譲り渡す形で生産と販売を終了した。

## 特徴
長年にわたってモデルチェンジを繰り返して販売された。車両の構成はセミドロップハンドルを装備し、チェーンリングは１枚で後輪のみの多段変速をする。
通学用途に使いやすく、前後にキャリアを標準装備している。リヤキャリヤは必要に応じて荷台面を広げて使うことができ、年式によっては学生カバンと同じ幅で広がり、左右の立ち上がりで横ズレを防ぐ構造になっていた。ヘッドライトは二灯式のものや、軽快車と同じダイナモ一体型の時代もある。ブレーキは軽快車と同じく、前輪にキャリパーブレーキ、後輪はドラムブレーキ。フレームデザインはホリゾンタルのダイヤモンドフレームで、材質は肉厚が厚めの鉄(クロモリではない)を使用し、一般的なスポーツサイクルには取り付けられているボトルケージ用の穴もない。
ホイールに用いられるリムもステンレス製で、軽快さよりも耐久性を重視した設計である。軽快車のトップチューブを地面と平行にして、セミドロップハンドルを装備しただけのような作りであるが、スポーツサイクルスタイルとしては、当時廉価であったことも手伝い、人気を博した。